# 罗曼·帕德科洛
罗曼·帕德科洛（1982年2月6日—），捷克斯洛伐克日利納出生。低音提琴家，Bassiona Amorosa乐团的核心人物。
1996年至1998年就读日利納的音乐学院，师从Ján Krigovský以及Ružena Šípková。15岁前往德国慕尼黑音乐学院，师从Klaus Trumpf教授。入学的第一年，即获得诸多国际大赛的成功。2003年，他得德国慕尼黑ARD音乐大赛的2等奖，1999年获得美国艾荷华洲国际低音提琴大赛的1等奖。他一边继续从事学业及独奏事業，一边在低音提琴四重奏组Bassiona Amorosa中担当重任。
1999年，德国著名小提琴家安娜-苏菲·穆特为他提供穆特奖学金。他在音乐会中与穆特及指挥家安德烈·普列文进行了合作。
2002年，他成为Justus Frantz的万国爱乐乐团的首席演奏员。同年，德国总统约翰内斯·劳向他颁发了欧洲文化奖。
2007年4月，他与小提琴家穆特合作，在美国波士顿与波士顿交响乐团合作，首度演出了普列文作曲的《小提琴与低音提琴二重协奏曲》。